# Robert Marc
 (février 2016).
Si vous disposez d'ouvrages ou d'articles de référence ou si vous connaissez des sites web de qualité traitant du thème abordé ici, merci de compléter l'article en donnant les références utiles à sa vérifiabilité et en les liant à la section « Notes et références ».
Robert Marc Sangnier connu sous le pseudonyme de Robert Marc, né le 10 mai 1943 à Auxerre (Bourgogne) et mort le 14 avril 1993 à Fleury-la-Vallée, est un artiste peintre français. 
Il est influencé par les mouvements de l'Avant-garde russe, du futurisme et du cubisme. 

## Biographie
Apparenté à Marc Sangnier, journaliste et homme politique français du début du XXe siècle, il passe une partie de sa jeunesse entre la France et la Suisse où il fréquente un temps l’École nouvelle de la Suisse romande, dans le canton de Vaud.
De retour en France, il complète ses études dans une école d'arts appliqués en région parisienne. En 1963, il est libéré de ses obligations militaires.
Jusqu'à la fin des années 1960, Robert Marc vit à Paris, et passe son temps au musée d'Art Moderne, dans les milieux artistiques, les galeries d'art (avec une prédilection pour l'art africain) autant que dans les caveaux du quartier latin.
Il retourne ensuite définitivement dans la région de sa naissance, la Bourgogne, et se met à peindre constamment.
Ce n'est qu'aux alentours des années 1980 qu'il commence à montrer son travail et à vendre ses premiers tableaux. Il est repéré par le marchand d'art new-yorkais Barry Friedman qui découvre sa peinture par hasard dans une galerie parisienne. Il achète une première œuvre non signée, en ignorant l'identité de l'artiste, expliquant plus tard : « À cette époque-là, Marc ne signait pas ses peintures car il craignait que la signature interfère sur l'œuvre ». Robert Marc se fera rapidement connaître, provoquant une rencontre décisive, qui marquera le début d'une connivence constante et d'un échange nourri entre les deux hommes, également passionnés par les mêmes mouvements de la peinture moderne.
« Ces représentations sont autant influencées par des artistes de l'Avant-Garde russe, tels Malevitch et Rodchenko que par les cubistes d'Europe de l'Ouest comme Braque ou Picasso » (Barry Friedman, Robert Marc biography).
« Pas d'anecdote dans la peinture de Marc. De ces œuvres cubistes qu'il connaît parfaitement, il a extrait un choix de formes abstraites dont il explore à l'infini les variations : plans rectangulaires ou en équerre, arcs de cercles, forme d'escalier, une triple courbe, une figure circulaire empruntée à Tatline, le registre évoque les éléments d'une scénographie constructiviste » (Sylvie Clidière).
En 1988, la galerie Artko à Toulouse, offre une première exposition personnelle à l'artiste. En 1989, à l'invitation De Barry Friedman, Robert Marc se rend aux États-Unis afin de préparer une grande exposition à la Barry Friedman Gallery, à New York. Avant sa disparition à la veille de ses 50 ans, il aura eu le temps, en quelques années, d'exposer en France, en Suisse, aux États-Unis, au Japon et de participer à plusieurs foires internationales. Deux expositions lui rendirent hommage : en avril 1994 simultanément à Paris et à Genève (un catalogue d'exposition en témoigne) et au printemps 1995 à la Barry Friedman Gallery. Son épouse a pu continuer d'exposer ses œuvres dans sa propre galerie, la Galerie du Ressort, à Paris, jusqu'en 1998.
2011 sera l'année de la redécouverte grâce à une exposition rétrospective à la galerie Alon Zakaim Fine Art à Londres, intitulée Robert Marc: Reflections and Rediscovery. Fin 2015, une gravure à la pointe sèche sur plaque de cuivre réalisée en 1992 et préservée depuis lors par la veuve de l'artiste, a pu être éditée à un petit nombre d'exemplaires.
Ses principales techniques vont de la peinture à l'huile jusqu'au crayon, en passant par l'acrylique, la gouache, l'aquarelle, le pastel et le fusain ainsi que des jus de sa propre fabrication. Il aimait expérimenter différents supports (châssis entoilés par ses soins, toiles et feuilles de papier à dessin contrecollées sur carton, papiers-peints) et formes particulières (couloirs étroits, losanges, carrés, tondo) qu'il montait très souvent dans des marges et des cadres (parfois anciens) qu'il choisissait lui-même. En une vingtaine d'années, Robert Marc aura produit plus de 1 500 œuvres, principalement des huiles et acryliques sur toiles mais également des techniques mixtes, des collages et des gouaches ainsi que des dessins au pastel ou fusain sur papier. Il aura commencé à s'initier à la gravure sans avoir eu le temps de réaliser complètement son projet.

## Sélection d’expositions et salons
- 2017-2018 : Galerie Orlando, Zürich, Robert Marc im Spannungsfeld von kubistischer, konstruktiver und konkreter Kunst
- 2011 : Alon Zakaim Fine Art and E&R Cyzer, Robert Marc: Reflections and Rediscovery
- 2002 : Art Basel Miami Beach — Miami Beach Convention Center – Miami Beach FL, États-Unis (représenté par Barry Friedman Ltd)
- 2001 : Artpalmbeach – 4th Modern & Contemporary Art Fair West Palm Beach FL, États-Unis (représenté par Barry Friedman Ltd)
- 1996 : Galerie Paul Debois, Troyes, France
- 1995 : Barry Friedman Gallery, New York, Hommage à Robert Marc
- 1995 : Musée d'Art et d'Histoire, Metz, France (Collection Gerstenhaber)
- 1994 : Galerie du Ressort, Paris, Robert Marc 1943-1993 (cette exposition s’est également tenue à la Galerie Verdaine, Genève, Suisse)
- 1992 : Tokyo, Japon, Exposition de groupe
- 1991 : Galerie Verdaine, Genève, Suisse
- 1991 : Galerie du Ressort, Paris
- 1990 : Galerie Rapin-Latour, Paris
- 1989 : Barry Friedman, New York, Robert Marc. An exhibition of 25 Cubist Paintings
- 1988 : Galerie Artko, Toulouse, France
- 1987 : Hervé Poulain et Rémy Le Fur, Hôtel Drouot, Paris, Robert Marc (vente de 94 œuvres de l’artiste)